# 한국표준질병사인분류
한국표준질병사인분류(영어: Korean Standard Classification of Diseases, KCD)는 대한민국에서 의무기록자료 및 사망원인통계조사 등 질병이환 및 사망자료를 그 성질의 유사성에 따라 체계적으로 유형화한 것으로, 모든 형태의 보건 및 인구동태 기록에 기재되어 있는 질병 및 기타 보건문제를 분류하는데 이용하기 위하여 설정한 것이다. 보건의료 현상을 파악하는 통계를 작성할 때 표준화된 기준을 적용함으로써 일관성 및 비교성 있는 자료를 확보한다.

## 개요
세계보건기구에서 발표하는 국제질병분류 체계를 골격으로, 대한민국 실정에 맞는 한국표준질병사인분류가 제정되어 있다.

## 분류 기준
이환 병태의 전 영역을 포함할 수 있는 상호 독립적인 항목으로 구성되어 있다.
- 전염성 질환
- 체질적 또는 전신적 질환
- 부위에 따른 국소질환
- 발육 질환
- 손상

## 역사

### 초기
최초로 질병분류가 사용되기 시작한 것은 일제강점기인 1929년에 제4차 개정 국제사인표를 채택하여 인구동태조사를 시작한 1938년부터이며, 이것이 광복절까지 그대로 사용되어 오다가 8. 15 이후 미군정하에서 제5차 개정 국제사인표(1938년)를 번역하여 사용하였다.

### 제정
1949년 공보처에서 제6차 개정 국제질병사인표(1948년)의 원본을 입수하여 번역하던 중 한국 전쟁으로 원본 및 기타 서류가 소실되었으며 그 후 1952년 11월 일본 도쿄에서 개최된 서태평양기구 보건 및 인구동태통계 회의에서 WHO 권고안을 재입수하고 여기에 한국 실정을 가미하여 처음으로 한국사인상해 및 질병분류를 제정하였다.

### 제1차 개정
경제기획원 조사통계국(통계청 전신)에서 제8차 개정 국제질병분류(1968년)에 따라 1973년 1월 1일 시행

### 제2차 개정
의학의 발전과 새로운 통계적 요청에 부응하기 위해 제29차 세계보건총회에서 결정된 제9차 국제질병분류를 기초로 1979년 1월 1일 시행

### 제3차 개정
매 10년 개정의 원칙에 따라 제43차 세계보건총회에서 제10차 국제질병분류를 개정하여 각 회원국에 적용하도록 권고함에 따라 1995년 1월 1일 시행

### 제4차 개정
세계보건기구의 제10차 국제질병분류 수정판을 작성하여 각 회원국에 적용하도록 권고하고 있고, 그 동안 어려운 한자용어로 되어 있던 질병용어를 알기 쉽고 현실에 적합한 용어로 변경하여 2003년 1월 1일 시행

### 제5차 개정
WHO에서 회원국에 권고한 ICD-10 변경 사항(’98~’05년) 반영, 신생물 형태분류를 ICD-O-2판과 3판 중 선택적으로 사용하던 것을 ICD-O-3판 기준으로 사용하여 KCD와의 상응체계를 정비하는 것을 내용으로 2008년 1월 1일 시행.

### 제6차 개정
질병코드 세분화하고, WHO의 ICD-10 변경 사항(’06~’08년)을 적용하며, 질병분류 용어의 변경사항을 반영. 보건복지부, 대한의사협회 등 의견 수렴 자문 및 국가통계위원회 심의로 확정.2011년 1월 1일 시행

### 제 7차 개정
WHO의 ICD-10 변경 사항을 적용하며(2014년), 한국의 다빈도 질병에 대한 세분화 분류를 정리하였으며, 또한 한의학 분류와 분류가능한 희귀질환 반영, 그리고 질병 용어를 정리하였으며, 2016년 1월 1일부터 시행되었다.

### 제 8차 개정
세계보건기구(WHO)가 권고한 국제질병분류(ICD-10)와 종양학국제질병분류(ICD-O-3)의 최신 변경 내용을 반영하였고, 사전 현장적용시험을 통해 우리나라 세분화 분류를 사전 검토하였으며, 활용도가 낮은 분류는 정비하고, 신규 희귀질환을 반영하였으며, 의학용어는 전문분야의 특성을 반영하면서 일반인이 이해하기 쉬운 한글 용어로 수정하였다. 2020년 7월 1일 고시하고 2021년 1월 1일부터 시행.

## 분류체계 및 구조

### 분류체계
- 본분류

대ㆍ중ㆍ소ㆍ세ㆍ세세분류의 단계적 분류체계로 구성
대분류 22개, 중분류 267개, 소분류 2,093개, 세분류 12,603개, 세세분류 6,335개
- 기타분류

본분류 중 신생물에 대한 분류를 조직학적으로 분류

## 의료보험
한편 KCD(한국표준질병사인분류)는 의료보험 체계와 연동해서 중요한 기준 및 참고 자료를 제공하고있다.

## 보편성
한편 세계보건기구에서 발표하는 보편성과 신뢰도가 높은 국제질병분류 체계를 인정하면서 대한민국 실정에 맞도록 이를 반영하여 제정된 한국표준질병사인분류(KCD)는 이러한 세계의료 기준의 가이드라인을 준수하고 적절하게 이용하는 것이 국내의 실정을 심도있게 반영한다는 의미이외에도 국제적인 협력에도 상호간 성실히 기여한다는면에서 매우 중요한 의미가 있을 뿐만아니라 별도의 특정기준의 제작 경우에서처럼 신뢰도와 호환성에서 세계기준과 특정기준에서의 차이 해소를 위한 지속적인 노력과 자원의 추가적인 소모가 불가피하다는데 유의해볼 점이 있다는 것이 고려된다.

## 같이 보기
- ICD(국제질병분류)
- 한국표준질병사인분류 (한의)
- DSM(정신질환 진단 및 통계 편람)
- DRG